# Ever Francisco Hernández
Ever Francisco Hernández (Santiago de María, 11 dicembre 1958) è un ex calciatore salvadoregno, di ruolo attaccante.